# 蒂莫西·利里
蒂莫西·利里（英語：Timothy Francis Leary，1920年10月22日—1996年5月31日），美国著名心理学家、作家，以其晚年主張研究迷幻药在受控制環境下的治療潛力而知名。
他因宣扬LSD对人类精神成长与治疗病态人格的效果并提出“激发热情、内向探索、脱离体制”（Turn on, tune in, drop out）的口号，成为1960年代至1970年代一个颇受争议的人物，同时也对1960年代反文化运动产生了重要的影响。也正因如此，他受到美国许多保守派人物的攻击，如理查德·尼克松总统就曾称他为“全美国最危险的人”（the most dangerous man in America）。